# Симойнс ди Ласерда, Леонардо Ренан
Леонардо Ренан Симонс ди Ласерда (порт. Leonardo Renan Simões de Lacerda; 30 января 1988, Белу-Оризонти), более известный как Лео (порт. Léo) — бразильский футболист, защитник «Шапекоэнсе».

## Биография
Профессиональный дебют Лео состоялся 27 июля 2007 года в матче против «Наутико Ресифи»(2:0), в котором защитник вышел на замену вместо Итаки. Первый гол в карьере забил в ворота «Интернасьонала» (1:0) 16 сентября 2007 года.
В 2010 году перешёл в «Палмейрас», но в этом же году подписал контракт с «Крузейро».
За девять лет с «Крузейро» Лео по два раза становился чемпионом Бразилии и штата Минас-Жерайс, завоёвывал Кубок Бразилии. В 2019 году вместе с командой вылетел в Серию B — впервые в истории клуба. Лео принял решение остаться в команде и был назначен капитаном «Крузейро». Выступал за команду до конца 2020 года. В 2021 году потерял место в основе и впоследствии стал свободным агентом. В январе 2022 года перешёл в «Шапекоэнсе».

## Достижения
- Чемпион штата Минас-Жерайс (4): 2011, 2014, 2018, 2019
- Чемпион Бразилии (2): 2013, 2014
- Чемпион Кубка Бразилии (2): 2017, 2018
- Финалист Кубка Бразилии (1): 2014